# Partenogeneza
Partenogeneza (grč. παρθένος parthenos, "djevica"; i γένεσις genesis, "stvaranje") je oblik razmnožavanja u kojem se nova jedinka razvija iz neoplođene spolne stanice (gamete), obično jajne stanice. Organizam koji nastane partenogenezom je genetski identičan roditeljskom, tj. njegov klon. Kod nekih vrsta ovim načinom razmnožavanja nastaju samo ženke, kod nekih samo mužjaci, a kod nekih nastaju i ženke i mužjaci. Partenogenezu je 1740. prvi uočio ženevski prirodoznanac i filozof Charles Bonnet kod jedne vrste uši. Kasnije je uočena i kod drugih vrsta. Česta je kod beskralježnjaka (pčele, kukci, rakovi, grinje, kolnjaci, plošnjaci), a puno rjeđa kod kralježnjaka (neke vrste riba, vodozemaca i guštera, vrlo rijetko kod ptica). Može biti prirodna ili umjetno izazvana. U biljaka se može poistovjetiti s apomiksijom, razvitkom sjemenke bez oplodnje.
Vjeruje se da se oko 2000 vrsti razmnožava partenogenetski. Partenogeneza se ponekad smatra oblikom nespolnog razmnožavanja, iako to nije najpreciznije određenje. Budući da se kod partenogeneze embrij razvija od neoplođene spolne stanice, točnije je reći da se radi o nepotpunom spolnom razmnožavanju.